# Robert L. Forward
Robert Lull Forward (Genebra, Nova York, 15 de agosto de 1932 - Seattle, Washington, 21 de setembro de 2002) foi um físico americano e escritor de ficção científica. Sua obra literária se destacou por sua credibilidade científica e uso de ideias desenvolvidas a partir de sua carreira como engenheiro aeroespacial. Ele também fez contribuições importantes para a pesquisa de detecção de ondas gravitacionais.

### Trabalhos científicos selecionados
- Forward, Robert L. (15 de janeiro de 1978). «Wideband laser-interferometer graviational-radiation experiment». Physical Review D. pp. 379–390. doi:10.1103/PhysRevD.17.379
- Forward, Robert L. (15 de janeiro de 1982). «Flattening spacetime near the Earth». Physical Review D. pp. 735–744. doi:10.1103/PhysRevD.26.735
- Cramer, John G.; Forward, Robert L.; Morris, Michael S.; Visser, Matt; Benford, Gregory; Landis, Geoffrey A. (15 de março de 1995). «Natural wormholes as gravitational lenses». Physical Review D. 51 (6): 3117–3120. arXiv:astro-ph/9409051. doi:10.1103/PhysRevD.51.3117
- Forward, Robert L.; Berman, David (12 de junho de 1967). «Gravitational-Radiation Detection Range for Binary Stellar Systems». Physical Review Letters. 18 (24): 1071–1074. doi:10.1103/PhysRevLett.18.1071
- Forward, Robert L. (15 de agosto de 1984). «Extracting electrical energy from the vacuum by cohesion of charged foliated conductors». Physical Review B. 30 (4): 1700–1702. doi:10.1103/PhysRevB.30.1700
- Forward, Robert (1 de janeiro de 1999). «Apparent Endless Extraction of Energy from the Vacuum by Cyclic Manipulation of Casimir Cavity Dimensions». ntrs.nasa.gov

### Série Dragon's Egg
1. Dragon's Egg (1980)
2. Starquake (1985)

Ambos coletados em uma edição omnibus Dragon's Egg & Starquake (1994)

### Série Rocheworld
1. Rocheworld (Baen, 1990) 
Rocheworld (1981)
Rocheworld (Analog, 1982)
The Flight of the Dragonfly (Timescape, 1984)
The Flight of the Dragonfly (Baen, 1985)
2. Return to Rocheworld (1993) with Julie Forward Fuller
3. Marooned on Eden (1993) with Martha Dodson Forward
4. Ocean Under the Ice (1994) with Martha Dodson Forward
5. Rescued from Paradise (1995) with Julie Forward Fuller

### Romances
- Martian Rainbow (1991)
- Timemaster (1992)
- Camelot 30K (1993)
- Saturn Rukh (1997)

### Coleção (contém ficção e ensaios)
- Indistinguishable from Magic (1995)

### Não ficção
- Mirror Matter: Pioneering Antimatter Physics (1988) com Joel Davis
- Future Magic (1988) este livro discute possíveis aplicações futuras de Skyhooks e anéis orbitais entre outras tecnologias, incluindo um plano da Hughes Aircraft para um disco voador em potencial.

Forward também escreveu muitos artigos em revistas científicas e depositou muitas patentes, principalmente enquanto trabalhava para a Hughes Aircraft.